# 孔連順
孔連順（1986年2月7日—），內蒙古呼和浩特人，2013年因在導演叫獸易小星的網絡劇《萬萬沒想到》中反串角色爆紅，並在之後的萬合天宜出品的《報告老闆》、《學姐知道》等項目中參與演出。2014年在《後會無期》中飾演蘇米的哥哥，2015年在《名偵探狄仁傑》中飾演縣官。同年在《無心法師》中飾演蘇先生，同年在《大俠黃飛鴻》中飾演方警官，同年12月18日參演易振興執導電影《萬萬沒想到：西遊篇》，2016年參演周星馳電影作品《美人魚》。同年參演盧正雨導演執導的電影《絕世高手》。

## 演出作品

### 电视剧/网絡劇
| 首播年份 | 劇名                 | 角色             | 備註               |
| -------- | -------------------- | ---------------- | ------------------ |
| 2013     | 《万万没想到》       | 女神             | 网絡劇             |
| 2013     | 《报告老板第一季》   | （伪）女神       | 网絡劇             |
| 2014     | 《万万没想到第二季》 | 姑姑             | 网絡劇             |
| 2014     | 《學姐知道》         | 神秘主播         | 网絡劇             |
| 2014     | 《高科技少女喵》     | 苟勝母親         | 网絡劇             |
| 2015     | 《大俠黃飛鴻》       | 方世玉           | 网絡劇             |
| 2015     | 《万万没想到第三季》 | 王后、廠長       | 网絡劇             |
| 2015     | 《屌絲男士第四季》   | 鋼門吹雪         | 网絡劇             |
| 2015     | 《無心法師》         | 蘇先生           |                    |
| 2015     | 《名偵探狄仁傑》     | 縣令             | 网絡劇             |
| 2016     | 《西涯侠》           | 俠考主持人孔連順 | 网絡劇             |
| 2016     | 《异能家庭》         | 林隱             | 网絡劇             |
| 2017     | 《鲜肉老师》         | 吳為             | 网絡劇             |
| 2018     | 《万能图书馆》       | 范春天           | 网絡劇             |
| 2020     | 《了不起的女孩》     | 罗森             |                    |
| 2022     | 《救了一萬次的你》   | 斯蒂烏           | 网絡劇             |
| 2022     | 《浮生之異想世界》   | 张昊仁           | 网絡短劇           |
| 2023     | 《三体》             | 沙瑞山           |                    |
| 2023     | 《开局一座山》       | 韓玄之           | 网絡短劇           |
| 2023     | 《以愛為營》         | 范磊             |                    |
| 2023     | 《鸣龙少年》         | 肖锐             |                    |
| 2024     | 《天行健》           | 巡捕房探長       | 网絡劇             |
| 2024     | 《不讨好的勇气》     | 程诚             | 网絡劇，客串       |
| 2025     | 《人生若如初见》*    | 载洵             |                    |
| 2025     | 《长安的荔枝》       | 同僚甲           |                    |
| 2025     | 《明媒善娶》         | 施纤纤           | 网絡劇，2021年拍攝 |
| 待播     | 《遮天》             |                  |                    |
| 待播     | 《绝地勘宝师》       |                  | 网絡劇             |
| 待播     | 《兄友妹恭 》        | 沈大峰           |                    |
| 待播     | 《太平年》           | 苏万珪           |                    |
| 待播     | 《兰香如故》         | 太子/皇帝        |                    |

### 电影
| 首映年份 | 电影名                 | 角色       | 備註     |
| -------- | ---------------------- | ---------- | -------- |
| 2014     | 《后会无期》           | 苏米哥哥   |          |
| 2015     | 《萬萬沒想到：西遊篇》 | 孔連兒     |          |
| 2016     | 《美人鱼》             | 游客妇人   |          |
| 2017     | 《有完没完》           | 顺子       |          |
| 2017     | 《男模的秘密》         |            |          |
| 2017     | 《绝世高手》           | 哮天       |          |
| 2017     | 《你往哪里跑》         | 倒霉老板   |          |
| 2018     | 《新乌龙院之笑闹江湖》 | 程明星     |          |
| 2018     | 《武林怪兽》           | 胡冲       |          |
| 2021     | 《春光灿烂猪八戒》     | 郎中       | 网絡电影 |
| 2022     | 《鬼吹灯之精绝古城》   | 王凯旋     | 网絡电影 |
| 2022     | 《因爱而伟大》         | 王云華     |          |
| 2023     | 《了不起的夜晚》       | 豆         |          |
| 2023     | 《热烈》               | 老白       |          |
| 2023     | 《年会不能停！》       | 代工厂厂长 |          |
| 2024     | 《云边有个小卖部》     | 牛大田     |          |
| 2024     | 《好东西》             | 小周       |          |
| 2025     | 《真爱找麻烦！》       | 小鲁       |          |

## 綜藝節目
- 2015年：歌手是誰 (辨音團成員)[1]
- 2016年：拜拜啦肉肉

## 電影
- 2014年：《後會無期》 飾 蘇米的哥哥
- 2015年：《萬萬沒想到：西遊篇》 飾 孔連兒
- 2015年：《何以笙簫默》 飾 超市保安
- 2016年：《美人魚》 飾 遊客
- 2017年：《絕世高手》 飾 哮天
- 2017年：《有完沒完》 飾 順子
- 2018年：《新烏龍院之笑鬧江湖》 飾 程明星
- 2018年：《武林怪獸》 飾 胡沖
- 2020年：《沐浴之王》
- 2021年：《唐伯虎之偷天換日》(網路電影)
- 2021年：《春光灿烂猪八戒》(網路電影)
- 2022年：《因爱而伟大》
- 2023年：《了不起的夜晚》 飾 豆

## 備註
1. ↑  《人生若如初见》曾於2022年7月18日在爱奇艺平台上线6集剧集，但1小时后撤下